# Cathleen Schine

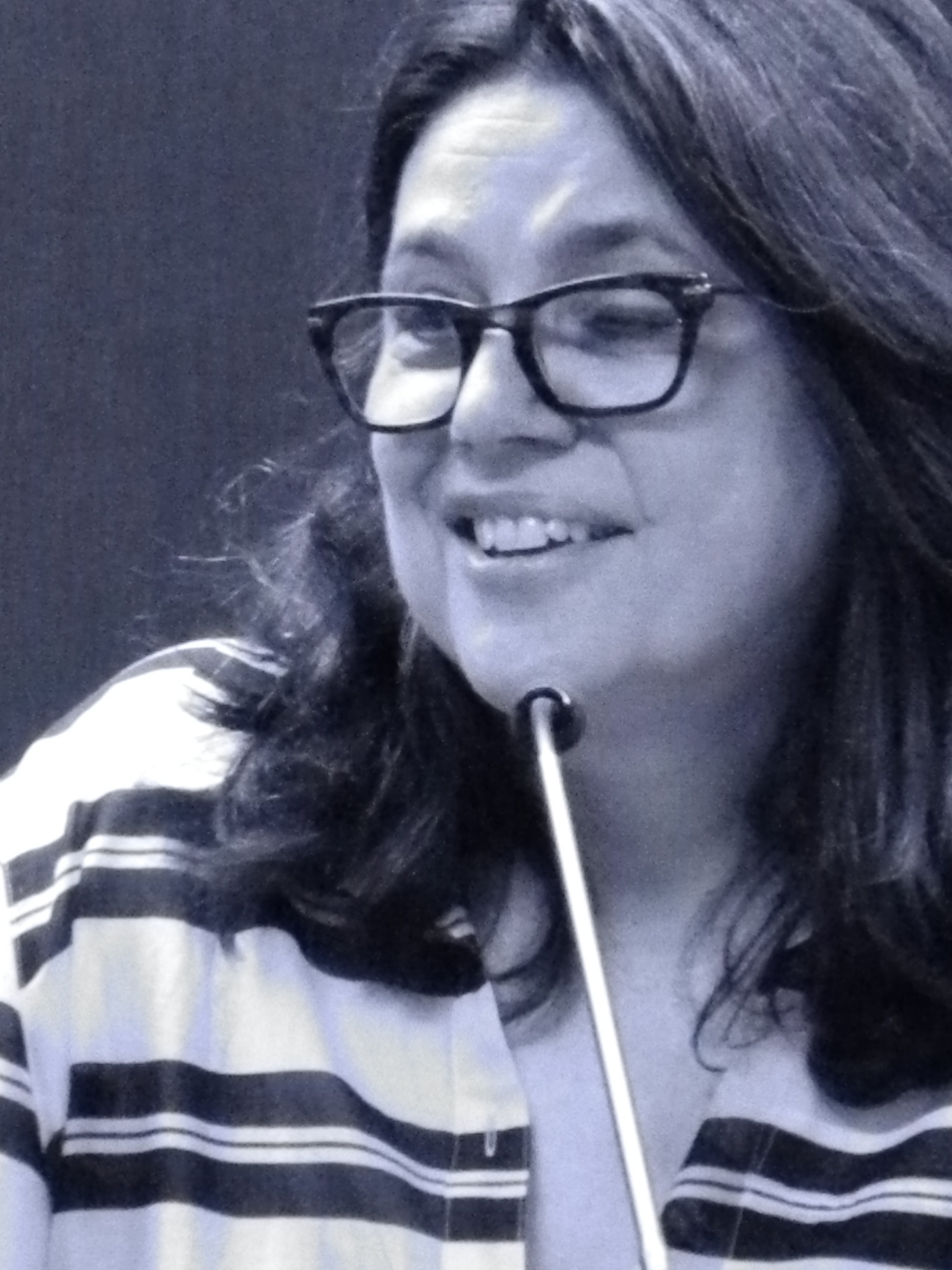
Cathleen Schine (2013)

Cathleen Schine (* 1953 in Westport, Connecticut, USA) ist eine US-amerikanische Schriftstellerin.

## Leben
Schine wuchs auf als Tochter einer Mutter, die zum Missfallen ihres Vaters berufstätig war. Der Schwerpunkt ihrer schulischen Ausbildung am Sarah Lawrence College lag zunächst auf dem Gebiet des Creative Writing und dem Schreiben von Gedichten. Doch schon dort wechselte ihr Hauptinteresse: nunmehr stand die mittelalterliche Literatur mit der Konzentration auf die illustrierten Texte des 13. Jahrhunderts im Mittelpunkt ihres Studiums, das sie in New York, am Barnard College und an der Columbia University fortführte.
Wöhrend ihrer Zeit am College wurde bei ihr Colitis diagnostiziert. Im Zuge der langwierigen Therapie begann Cathleen Schine, für das Magazin The Village Voice über diese Erfahrungen zu schreiben. Der Herausgeber soll sie ermutigt haben, das Material auch für ein Buch zu verwenden. Schine debütierte 1983 mit dem Roman Alice in Bed. "A sexually active college student [...] finds herself partially paralyzed and stuck in a hospital room", rekapitulierte Maureen Corrigan die Handlung. Das Bett blieb für Schine weiterhin ein erweiterter Schreibtisch, "a bigger softer desk" war es für sie noch 2019 in der Reflexion ihres Schreibprozesses.
Bis 1999 lebte Schine in der Upper West Side mit dem Filmkritiker David Denby zusammen, sie hat mit ihm zwei Söhne. 2000 wurde die Ehe "amicably" geschieden. Die Autorin ist heute (Stand 2021) mit der Filmproduzentin Janet Meyers verheiratet und lebt mit ihr in Venice, Kalifornien.
Die freie Schriftstellerin schrieb für mehrere Zeitungen und Magazine, unter anderem für The New York Times Book Review und The New York Review of Books.
Einen besonderen Bezug hat die Autorin zu Hunden: Nachdem schon 2004 in The New Yorker ihr Essay Dog Trouble erschienen war, widmete sie mit The New Yorkers einen ganzes Roman der Beziehung von Stadt-, insbesondere Großstadtbewohnern zu ihren eigenen Hunden und denen anderer Besitzer.
Ihr Roman Rameau's Niece wurde 1998 unter dem Titel The Misadventures Of Margaret verfilmt, im Folgejahr kam ein Film nach der gleichnamigen Romanvorlage The Love Letter auf die Leinwand.
Anlässlich ihres Romans The Grammarians (2019) hieß es in einer Zusammenschau des bisher vorliegenden Werks, die Autorin verfüge über "the gift of wearing her intellectuality lightly". Ihre Bücher seien allesamt geprägt von scharfem Witz. Sie seien zwar angereichert mit literarischen Prototypen, darunter Gustave Flaubert, Jane Austen, Charles Darwin und Denis Diderot, diese Bezüge machten Schines Texte jedoch nie überladen. Auch Lauren Leibowitz (The New Yorker) empfahl die Geschichte der sprachbesessenen Zwillingsschwestern Laurel und Daphne, die als Fünfjährige Webster's New International Dictionary, Second Edition bekommen und ihr Leben fortan danach ausrichten.

## Werke
- Alice in Bed. Knopf, New York, 1983, Neuausgabe Picador, New York, 2012, ISBN 9781250002402
- To the Birdhouse. Farrar, Straus and Giroux, 1990.
- Rameau’s Niece. Ticknor & Fields, New York, 1993 und Plume, New York, 1994
  - Rameaus Nichte, deutsch von Giovanni und Ditte Bandini, Hanser, München/Wien 1995, Taschenbuchausgabe dtv, München, 1997, ISBN 3-423-12328-1.
- The Evolution of Jane. Houghton Mifflin Co., Boston, 1998.
  - Der Liebesbrief, Roman. Deutsch von Giovanni und Ditte Bandini
  - Darwins Launen, Roman. Deutsch von Giovanni und Ditte Bandini
  - Tage mit Emma, Roman. Deutsch von Giovanni und Ditte Bandini
- The New Yorkers. Farrar, Straus and Giroux, New York, 2007, ISBN 9780374221836
  - Eine Liebe in Manhattan, Roman. Deutsch von Giovanni und Ditte Bandini
- The Three Weissmanns of Westport. Farrar, Straus and Giroux, New York, 2010, ISBN 9780374299040
- They May Not Mean to, but They Do. Farrar, Straus and Giroux, New York, 2016, ISBN 9780374280130
- The Grammarians. A Novel. Farrar, Straus and Giroux, New York, 2019, ISBN 9780374280116

## Verfilmungen
- The Misadventures of Margaret (UK / F, 1998), Regie: Brian Skeet

- The Love Letter (USA, 1999), Regie: Peter Chan